# Simona Lewandowska
Simona Lewandowska (* 4. srpna 1999 Praha) je česká divadelní, televizní a filmová herečka. Za rok 2024 obdržela Českého lva pro nejlepší herečku ve vedlejší roli v seriálovém díle za roli rosničky Andrey ve druhé řadě seriálu Dobré ráno, Brno!.

## Životopis
Narodila se roku 1999 v Praze do rodiny otce polského původu a matky z loutkoherecké rodiny. Má mladší sestru, polsky se učila od otce, ale umí ji na horší úrovni než češtinu. Vystudovala herectví na Pražské konzervatoři a poté absolvovala obor herectví činoherního divadla na Divadelní fakultě Akademie múzických umění v Praze.
V 17 letech debutovala televizní rolí Emy Rytířové v seriálu Ordinace v růžové zahradě. V roce 2021 si zahrála studentku Petru Holcerovou v seriálu Pan profesor. Premiéru na filmovém plátně prožila ve snímku Zlatý podraz, kde si zahrála s tehdejším partnerem Zdeňkem Piškulou.
V roce 2023 začala hrát Alenu Zimovou v seriálu Zlatá labuť, vysílaném na TV Nova a Voyo.
V sezoně 2024 začala působit v Národním divadle, kde v kontroverzní inscenaci Cherry Man získala roli hvězdy Astry. Divadelními kritiky byla oceněna za jevištní výkon a role označena za éterickou, nevinnou, ale mrchu.

## Filmografie
| Rok       | Název                      | Role             | Poznámky                                    |
| --------- | -------------------------- | ---------------- | ------------------------------------------- |

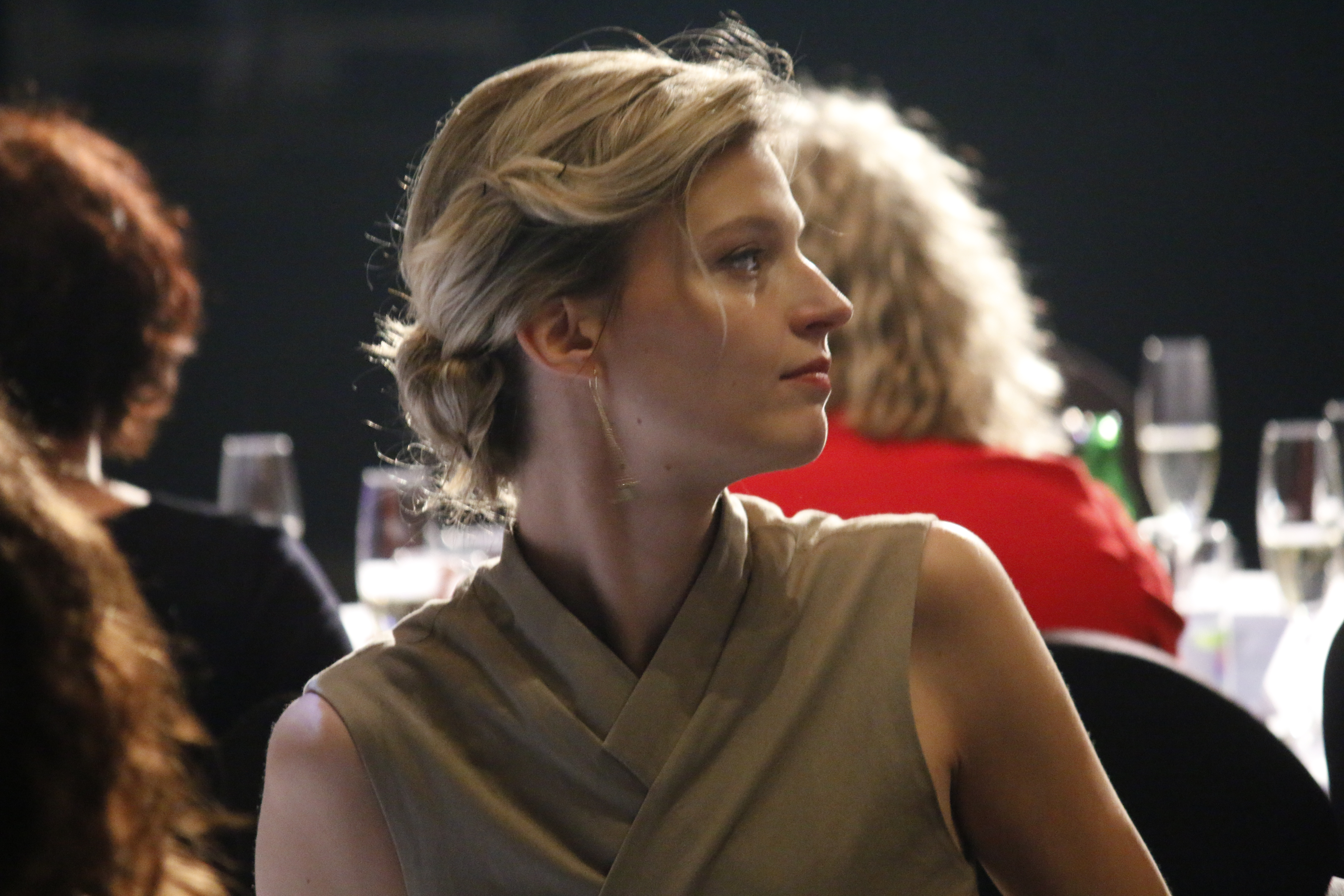
Lewandowska na Cenách české filmové kritiky 2023

| 2017      | Ordinace v růžové zahradě  | Ema Rytířová     | televizní seriál                            |
| 2018      | Zlatý podraz               | Jana             |                                             |
| 2019      | Jak si nepodělat život     | fanynka          | televizní cyklus, díl: Můj bezvadnej život  |
| 2019      | Občanka                    |                  | televizní seriál                            |
| 2020      | Alpha Code                 | mladá matka      |                                             |
| 2021      | Hlava Medúzy               | Nikol Malířová   | televizní seriál, díl: Královny krásy       |
| 2021      | Mužketýři                  | servírka         | internetový seriál                          |
| 2021      | My děti ze stanice Zoo     | Bianca           | televizní seriál, díl: Wenn die Nacht kommt |
| 2021–2022 | Pan profesor               | Petra Holcerová  | televizní seriál                            |
| 2022      | Stíny v mlze               | Dagmar Burdová   | televizní seriál, díl: Prank                |
| 2022      | Specialisté                | Sabina Dražilová | televizní seriál, díl: Přiznání             |
| 2022      | Dáma a Král                |                  | televizní seriál, díl: Vražedná elegance    |
| 2022      | Pět let                    | Ema              | internetový seriál                          |
| 2023      | Vlastně se nic nestalo     | Nikola           | internetový seriál, díl: „Volný pád“        |
| 2023–2024 | Dobré ráno, Brno!          | Andrea Baďurová  | televizní seriál                            |
| 2023–2024 | Zlatá labuť                | Alena Zimová     | televizní seriál                            |
| 2024      | Aristokratka ve varu       | Denisa           | film                                        |
| 2024      | Kotrmelce pana herce       | Jana             | televizní film                              |
| 2025      | Studna                     | Klára            | minisérie                                   |
| 2025      | Jak se nám to mohlo stát!? | Alice            |                                             |
| 2025      | Mladá krev                 |                  | televizní seriál                            |